# Rubus immixtus
Rubus immixtus är en rosväxtart som beskrevs av Gustafsson. Rubus immixtus ingår i släktet rubusar, och familjen rosväxter. Inga underarter finns listade i Catalogue of Life.